# Герб Удачного
Герб муниципального образования «Город Удачный» Республики Саха (Якутия).
Герб МО «Город Удачный», является официальным символом города Удачный Мирнинского района Республики Саха (Якутия).
Герб — главный символ города, отражающий заслуги Удачного перед Россией и городским сообществом, юридические права и привилегии, полученные органами местного самоуправления в разные годы своей истории.

## Описание герба
Описание герба: «В лазоревом поле с зеленой, окаймленной серебром, ступенчатой в три понижающихся вправо ступени оконечностью серебряный алмаз, сопровождаемый вверху справа — серебряной звездой, вверху слева — развивающимся от левого края вымпелом в цвет поля, многократно просеченным серебром».

## Символика герба
Обоснование символики герба города:
Эскиз герба г. Удачного навеян строками Юрия Белова о городе Удачном:
«На трех холмах, семи ветрам открытый,
Полярной коронованной звездой,
Стоит Удачный, реками повитый,
В Якутии наш город молодой.
Над ним дымят полярные сиянья,
Под ним блестит алмазная руда,
И тыщи верст ему — не расстоянья,
И пятьдесят морозы — не беда!»
Поле герба двухцветное (напоминает гербы МО «Город Мирный» и МО «Мирнинский район»). Над трех ступенчатым зеленом углублением на лазоревом фоне стилизованный объемный серебряный (белый) алмаз, а также серебряные полосы — стилизованное полярное сияние и серебряная полярная звезда.
Герб по своему содержанию един и гармоничен: все элементы герба символизируют жителей города как тружеников, привносящих огромный вклад в экономическое, культурное и духовное развитие своего родного города, района, Республики Саха (Якутия), России.
Город Удачный расположен у самого полярного круга.
Зеленый цвет в основании — символизирует: надежду, изобилие, свободу, а также природные богатства Удачнинской земли. Карьер является единым элементом объединяющим Гербы Мирнинского района по замыслу автора.
Голубой цвет- величие, красоту, ясность, а также говорит о бескрайних северных просторах. На лазоревом фоне стилизованный алмаз, полярное сияние и полярная звезда (белого, серебряного цвета в геральдике — символ совершенства, мудрости, благородства, мира и взаимного сотрудничества.) Звезды в геральдике — символ вечности, надежности.
Авторы: идея герба: Славко Валентина Антоновна (г. Мирный), компьютерный дизайн: Славко Алексей.
Герб города Удачного Мирнинского района Решением городского Совета МО «Город Удачный» 11 февраля 2009 года № 15-2
Герб внесён в Государственный геральдический регистр Российской Федерации под № 4914.

## История герба

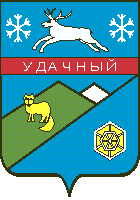
Проект герба (2003)

Известен проект герба города 2003 года: "Вверху в голубом поле северный олень серебряного цвета между двух серебряных снежинок. Щит пересекает красный пояс, в котором расположено название населенного пункта. Нижняя часть эмблемы города Удачного рассечена слева. В первой части — в голубом поле две горы: ближняя — зеленого цвета, дальняя — серебряная. На фоне зеленой горы силуэт пушного зверька золотого цвета. Во второй части на голубом поле алмаз золотого цвета с серебряными гранями.
Согласно Программе и условиям открытого республиканского конкурса на разработку эскизного проекта герба и флага муниципального образования «Город Удачный» Республики Саха (Якутия), утверждённой решением сессии Удачнинского городского Совета от 12.05.2006 №-10-10, администрацией МО «Город Удачный» с 7 июня по 15 сентября 2006 года был объявлен конкурс на разработку эскизного проекта герба и флага муниципального образования «Город Удачный». Решением членов жюри от 12 октября 2006 года конкурс был продлен до 15 декабря 2006 года.
Условия данного конкурса были опубликованы в средствах массой информации на уровне республики, района и города, а также на сайте администрации МО «Мирнинский район». К завершению конкурса было зарегистрировано 7 участников. К рассмотрению жюри было представлено 48 авторских разработок герба и флага.
По результатам голосования первое место заняла работа Славко Валентины Антоновны, заведующей детской школой искусств г. Мирный.
Решением Удачнинского городского Совета от 28 марта 2007 года № 19-4 были приняты за основу проекты герба и флага МО «Город Удачный», занявшие первое место по итогам проведения конкурса, и были направлены на экспертизу в геральдическую комиссию при Президенте РС(Я) и геральдическую комиссию при Президенте РФ.
По решению Геральдического Совета при Президенте РФ было рекомендовано доработать герб и флаг г. Удачного и утвердить их описания.
Решением городского Совета МО «Город Удачный» от 11 февраля 2009 года № 15-2 были утверждены окончательные варианты герба МО «Город Удачный» Мирнинского района Республики Саха (Якутия), а также Положения по ним.